# 巨力可泡
巨力可泡是一个位于中国吉林省镇赉县的湖泊，面积约为8平方千米，平均水深约为1.6米。